# Kepahiang
Kepahiang ist der Regierungssitz des Regierungsbezirks (Kabupaten) Kepahiang in der indonesischen Provinz Bengkulu an der Westküste der Insel Sumatra. Kepahiang liegt nordöstlich der Provinzhauptstadt Bengkulu, im Inselinneren.
2010 hatte Kepahiang 40.360 Einwohner.

## Infrastruktur
Das Rathaus in Kepahiang ist von der Bauart und Dimension her auffällig und daher ein Anziehungspunkt für Besucher. Die Dachkuppel im Zentrum des Gebäudes ist von enormer Größe. Bei einem Erdbeben ist das Gebäude etwas in Mitleidenschaft geraten, wobei die Schäden nicht irreparabel sind. Für die Restauration der Kuppel sind allerdings Facharbeiter von außerhalb vonnöten.
Das etwa elf Kilometer vom Stadtzentrum Kepahiang gelegene Wasserwerk, das eine Kapazität von dreimal 70 Megawatt hat, ist für technisch Interessierte eine Sehenswürdigkeit. Da das Werk an einem Fluss und inmitten des Waldpanoramas liegt, ist es in der Region für die lokale Bevölkerung zum Ausflugsziel geworden.